# مارك ديني
مارك ديني (بالإنجليزية: Mark Denny)‏ هو أحيائي وباحث أمريكي، ولد في 1951.